# 食丸

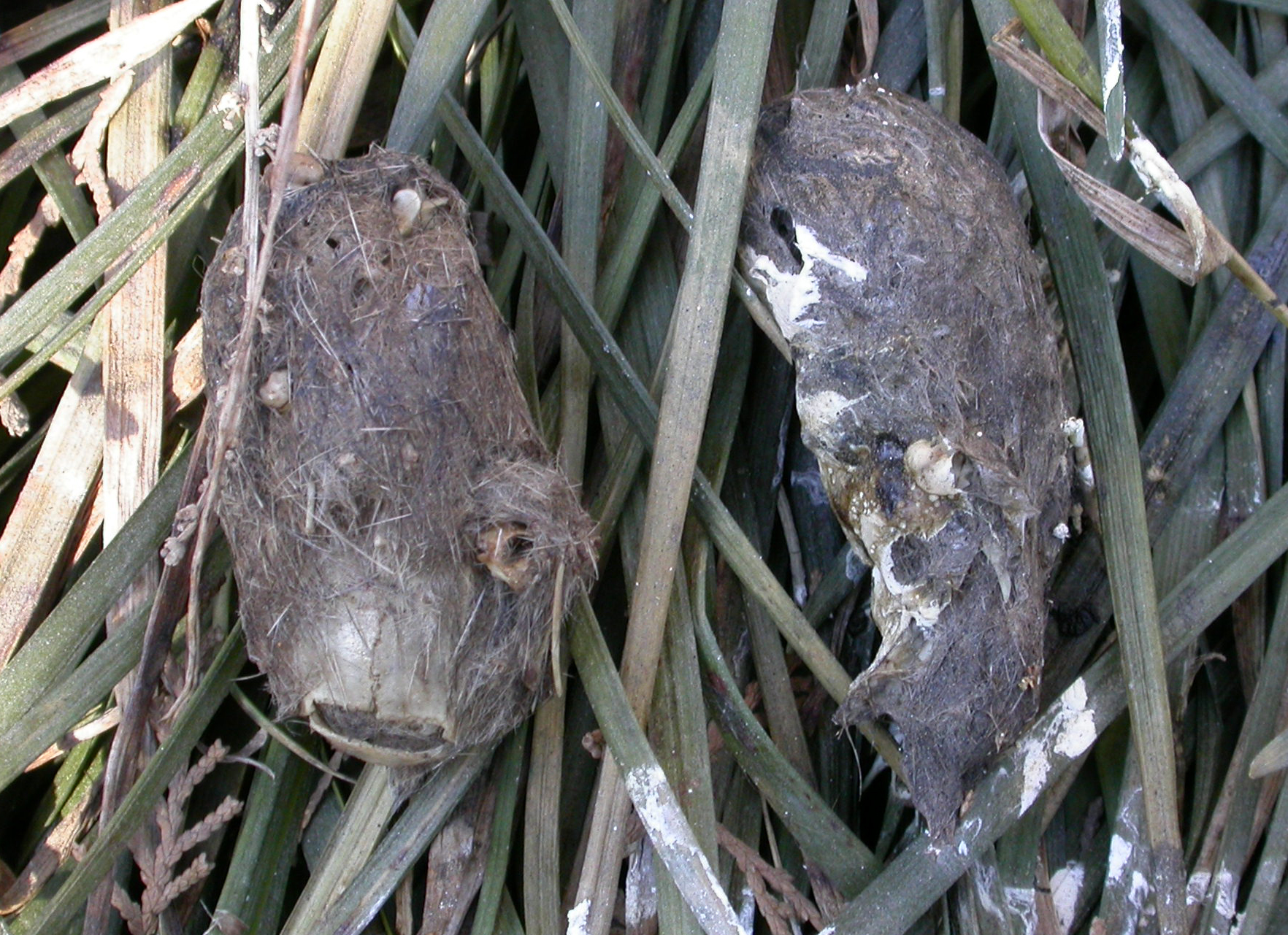
长耳鸮的食丸

食丸（食团、食繭）是鸟类吐出的未经消化的食物。除猛禽外其他鸟类亦可产生食丸。食丸一般包含硬质、难以消化的相对低营养物质，包括骨骼、喙、爪、牙齿、昆虫头部、种子外壳等。上述硬质残渣通常被毛发、羽毛、植物纤维等软质残渣包裹。上述未经消化的食物在砂囊中聚积并压实成球形或卵形，最终被鸟吐出。大多数鸟一天吐出一到两个食丸。
可通过分析食丸的组成部分了解鸟类猎物。亦可通过分析食丸特征鉴定鸟类物种。